# 蠣崎竜太
蠣崎 竜太（かきざき りゅうた、1980年8月29日 - ）は、2016年現在新潟アイビスに所属するラグビー選手。

## プロフィール
- 青森県出身[1]。
- ポジションはフルバック(FB)。
- 身長 181cm、体重 94kg
- 関西代表に選ばれたことがある[2]。
- ラグビー7人制日本代表
- ラグビー日本A代表
- ラグビー日本選抜代表

## 来歴
1999年、三本木農業高校卒業後、トヨタ自動車に加入。
2005年、近鉄ライナーズに加入。